# Округ Џеферсон (Њујорк)
Округ Џеферсон (енгл. Jefferson County) је округ у америчкој савезној држави Њујорк. По попису из 2010. године број становника је 116.229.

## Демографија
Према попису становништва из 2010. у округу је живело 116.229 становника, што је 4.491 (4,0%) становника више него 2000. године.
|                   | 2010.            | 2000.            |
| Укупно            | 116 229 (100,0%) | 111 738 (100,0%) |
| Белци             | 99 682 (85,76%)  | 97 389 (87,16%)  |
| Хиспаноамериканци | 6 143 (5,285%)   | 4 677 (4,186%)   |
| Афроамериканци    | 5 876 (5,056%)   | 6 517 (5,832%)   |
| Остали            | 3 010 (2,590%)   | 2 128 (1,904%)   |
| Азијати           | 1 518 (1,306%)   | 1 027 (0,919%)   |